# Campeonato Europeo de Baloncesto Femenino de 1999
El 27 Campeonato Europeo de Baloncesto Femenino se celebró en Polonia entre el 28 de mayo y el 6 de junio de 1999 bajo la denominación EuroBasket Femenino 1999. El evento fue organizado por la Confederación Europea de Baloncesto (FIBA Europa) y la Federación Poloaca de Baloncesto.
Un total de doce selecciones nacionales afiliadas a FIBA Europa compitieron por el título europeo, cuyo anterior portador era la Selección femenina de baloncesto de Lituania, vencedor del EuroBasket 1997. 
La Selección femenina de baloncesto de Polonia conquistó su primera medalla de oro continental al derrotar en la final al equipo de Francia con un marcador de 59-56.  En el partido por el tercer puesto el conjunto de Rusia obtuvo la medalla de bronce al ganar a Eslovaquia.
| Predecesor: Hungría 1997 | Campeonato Europeo de Baloncesto Femenino 27 edición | Sucesor: Francia 2001 |